# Indigofera macrantha
Indigofera macrantha är en ärtväxtart som beskrevs av Hermann August Theodor Harms. Indigofera macrantha ingår i släktet indigosläktet, och familjen ärtväxter. Inga underarter finns listade i Catalogue of Life.